# Муландер, Густав
Гу́став Ха́ральд Аугуст Мула́ндер (швед. Gustaf Harald August Molander; 18 ноября 1888, Гельсингфорс, Великое княжество Финляндское, Российская империя, ныне Хельсинки, Финляндия — 19 июня 1973, Стокгольм, Швеция) — шведский кинорежиссёр и сценарист.

## Биография
Родился 18 ноября 1888 года в Гельсингфорсе, в Великом княжестве Финляндском, где его отец Харальд Муландер выступал в Шведском театре.
С 1907 по 1909 годы учился в школе при Королевском драматическом театре Стокгольма. Как актёр выступал до 1913 года в Шведском театре Гельсингфорса, а позднее окончательно переехал в Стокгольм.
В кинематографе начинает как сценарист в 1916 году. Пишет сценарии для Виктора Шёстрема и Морица Стиллера. Как режиссёр дебютирует в 1920 году («Король павочников»), но успех пришёл к нему только в 1931 — после выхода на экран фильма «Одна ночь». Снимал мелодрамы, которые критика называла сентиментальными. Обращался к антивоенной и антифашистской тематике. Экранизировал произведения скандинавской классической литературы. Снял несколько картин по сценариям Ингмара Бергмана. Постоянно сотрудничал с кинооператором Оке Дальквистом.
Участник конкурсных программ 2-го (1934, «Маленький флирт»), 6-го (1938, «Лицо женщины») и 10-го (1949, «Ева») международных Венецианских кинофестивалей.
Был женат на актрисе Карин Муландер. Их сыновья Харальд Муландер (1909—1994) и Ян Муландер (1920—2009) связали свою жизнь с кинематографом.

## Избранная фильмография
- 1920 — Король лавочников / Bodakungen
- 1931 — Одна ночь / En natt
- 1934 — Маленький флирт / En stilla flirt (по роману Эдит Эберг)
- 1935 — Сведенхельмы / Swedenhielms (по роману Яльмара Бергмана)
- 1935 — На солнечной стороне / På solsidan (по пьесе Хельге Крога)
- 1936 — Интермеццо / Intermezzo (по рассказу Йёста Стевенса)
- 1938 — Единственная ночь / En enda natt
- 1938 — Лицо женщины / En kvinnas ansikte
- 1943 — Возгорится пламя / Det brinner en eld (по рассказу Йёста Стевенса)
- 1943 — Слово / Ordet (по пьесе Кая Мунка)
- 1944 — Император Португальский / Kejsarn av Portugallien (по роману Сельмы Лагерлёф)
- 1944 — Невидимая стена / Den osynliga muren (по роману Марики Стернстедт)
- 1947 — Женщина без лица / Kvinna utan ansikte
- 1948 — Ева / Eva
- 1951 — Разведённый / Frånskild
- 1955 — Деньги господина Арне / Herr Arnes penningar (по роману Сельмы Лагерлёф)
- 1956 — Песнь о багрово-красном цветке / Sången om den eldröda blomman (по роману Йоханнеса Линнанкоски)
- 1967 — Стимуляция / Stimulantia (новелла «Ожерелье»)

## Награды
- 1934 — Почётный диплом 2-го международного Венецианского кинофестиваля («Маленький флирт»)
- 1938 — Специальная рекомендация 6-го международного Венецианского кинофестиваля («Лицо женщины»)

## Сочинения
- Molander, Gustaf. Jag minns så gärna. Stockholm, 1970.